# Cuarta Conferencia del Comité Central del Partido Comunista de Rusia (b) con los Trabajadores de las Repúblicas Nacionales de las Regiones
La Cuarta Conferencia del Comité Central del Partido Comunista de Rusia (b) con los Trabajadores de las Repúblicas Nacionales de las Regiones se celebró por iniciativa de Iósif Stalin en Moscú entre el 9 y el 12 de junio de 1923.
A ella asistieron miembros y miembros candidatos del Comité Central de la R.C.P. (B) y cincuenta y ocho representantes de varias repúblicas y regiones nacionales. Stalin presentó su informe sobre las Medidas Prácticas para Aplicar la Resolución sobre la Cuestión Nacional Adoptada por el XII Congreso del Partido, mientras que veinte organizaciones del Partido de las repúblicas y regiones nacionales presentaron informes de sus propias localidades. La Comisión de Control también dio su informe sobre Mirza Sultán Galiev, quien fue denunciado por su actividad "anti-partido" y "antisoviética".